# Heavenly Sword
Heavenly Sword — видеоигра в жанре слешер, разработанная британской студией Ninja Theory и изданная Sony Computer Entertainment эксклюзивно для консоли PlayStation 3.

## Сеттинг

### Предыстория
Согласно легенде, много веков назад жил царь Ворон. Царь кровавый и безжалостный. Говорят, он был человеком. Даже те безумные войны ради власти были вполне человеческим явлением. Но кое-кто поговаривал, что он пришёл из Преисподней. И в тот момент, когда его чёрная длань почти истребила всю жизнь на этой земле, само Небо подарило людям надежду.
Небеса раскололись и на землю явился небесный воин, обладающий невероятной силой. Силой достаточной, чтобы бросить вызов самому Царю Ворону. Небесный воин вышел победителем из смертельной схватки. И только меч Его остался на поле брани…
И люди потянулись к нему. Его мощь притягивала людей, и манимые этой силой они убивали друг друга, лишь бы завладеть Небесным мечом. И как только боги увидели этот круг насилия, они наложили проклятие на этот клинок. Всякий, вложивший рукоять Небесного меча в свою ладонь, будет проклят. Жизнь обладателя меча в обмен на предлагаемую им силу. Тогда и появился клан странников, бесконечно кочующих по этой земле, охраняющих людей от их же жадности.
В покоях Покоя и Мудрости обучались двое учеников. Одному из них предстояло стать лидером и повести за собой людей ради жизни, а другому — стать одним из самых страшных царей. Не постеснявшись подлых путей, один из этих юношей отравил своего правителя и сам стал царём. Он считал себя посланником Небес и в качестве символа его правления он мечтал заполучить Небесный меч.
Второй из них стал вождём кочующего племени, оберегающего меч. В одном из древнейших пророчеств говорилось, что в год огненного коня родится ребёнок, вернётся Небесный воин, дабы снова поднять Небесный меч и сразить тёмного царя.
В ту роковую ночь угасла жизнь матери этого ребёнка. А младенец, который должен был стать Небесным воином, родился бесполезной девчонкой! Но её Отец решил оставить её в племени. Она росла в одиночестве, обвиняемая во всех бедах и ненавидимая соплеменниками. Её отец обучал её, чтобы когда придёт час, передать Небесный меч своему потомку…

### Сюжет
Игра начинается со сцены массовой баталии. Главная героиня — Нарико — в одиночку сражается с целой армией царя Бохана, вооруженная Небесным мечом. В определённый момент начинается кат-сцена, в которой Небесный меч поглощает жизненную силу Нарико, и та погибает.
В следующее мгновение Нарико оказывается в неизвестном месте, моля меч вернуть её на место. После чего камера приближается к лицу Нарико, а рядом появляется главное меню игры.
Сюжет игры построен по той же схеме, что и сюжеты игр God of War, Max Payne или фильма Форрест Гамп. Весь сюжет — это воспоминания, рассказ от третьего лица о том, что происходило в течение семи дней до той самой баталии, с которой началась игра.
В течение всей её жизни Нарико знала о проклятии Небесного меча, её ненавидели все её соплеменники, а её жизнь всегда была под угрозой из-за царя Бохана. И вот однажды в разрушенной крепости, где провели очередную неспокойную ночь племя Нарико, предводитель племени решил, что пора передать Небесный меч своей дочери. На следующее утро эту крепость атаковали осадные машины Бохана. Воспользовавшись оставшимся осадным орудием, Нарико защищала крепость сколько могла чтобы прикрыть отступающих соплеменников. В конце концов, она бежала.
Далеко уйти ей не удалось, и вскоре она встретилась лицом к лицу с самим царём Боханом. Он захватил в плен её отца. Не выдержав этого зрелища, Нарико решает взять Небесный меч в свои руки. Она приняла на себя проклятье этого меча, чтобы спасти своё племя.
Every lifetime has one moment. You stand alone and see it all so clearly. To save my father’s life I betray his whole reason for living. I know it’s death I’m holding now. Did I ever have a choice?
(с англ. — «В каждой жизни есть момент, когда ты стоишь одна и понимаешь всё, как никогда. Чтобы спасти своего отца, я предала саму причину его существования. Я знаю, что в моих руках - сама смерть. Но был ли у меня выбор?»)
Какое-то время ей удается одолевать воинов Бохана, но когда тот пускает в ход лучников, Нарико бросается вниз с обрыва.
Её спасает Каи, девочка, которую она спасла в детстве. Каи рассказывает Нарико о том, что людей Шена — отца Нарико — отвели в древнюю школу. На пути Нарико встаёт Летучий Лис (англ. Flying Fox), но из схватки победителем выходит не он. Тем временем, в своих царских палатах царь Бохан решает использовать Шена как приманку, чтобы заполучить Небесный меч.
With every age that comes to pass there is one born for greatness, to shape the world to a divine vision. I am... The One.
(с англ. — «В каждой прожитой эпохе рождается человек. Рождается для Величия, для того, чтобы изменить мир по божественному помыслу. И этот человек... Я.»)

## Главные действующие лица
- Нарико (англ. Nariko) — дочь вождя клана, взявшая в руки легендарный меч и отправившаяся мстить за родных. Главная героиня игры.
- Каи (англ. Kai) — подопечная Нарико (сводная сестра Нарико).
- Хлыстохвост (англ. Whiptail) — первый босс игры, женщина-змея.
- Летучий Лис (англ. Flying Fox) — второй босс игры, лучший воин в армии Бохана.
- Таракан (англ. Roach) — третий босс, сын короля Бохана.
- Король Бохан (англ. King Bohan) — главный злодей игры, истребивший большую часть клана Нарико.

## Технические данные
Игра вышла для приставки PlayStation 3. Изначально выпуск игры планировался одновременно с поступлением в продажу платформы, но релиз был отложен.

### Графика
Дизайн боёв в игре собрал множество положительных отзывов.

### Звук
Главную героиню игры озвучила австралийская актриса Анна Торв, также знаменитая по телесериалу Грань. Её напарницу Каи — английская актриса и профессиональный тренер йоги — Лидия Бакш, а главного злодея — короля Бохана — английский актёр и кинорежиссёр Энди Сёркис. Эти же актёры использовались для создания моделей данных персонажей по технологии motion capture.
Во время работы над игрой разработчики объявили, что на диске 10 Гб будут занимать одни только звуковые файлы.

## Отзывы
| Сводный рейтинг       | Сводный рейтинг |
| Агрегатор             | Оценка          |
| --------------------- | --------------- |
| GameRankings          | 80,45 %         |
| Metacritic            | 79/100          |
| Иноязычные издания    |                 |
| Издание               | Оценка          |
| Eurogamer             | 7/10            |
| Game Informer         | 8,75/10         |
| GameSpot              | 8/10            |
| IGN                   | 7/10            |
| Русскоязычные издания |                 |
| Издание               | Оценка          |
| «Страна игр»          | 8,5             |

## Экранизация
По мотивам игры был создан анимационный фильм, главную героиню озвучила всё та же Анна Торв. Также задействованы Томас Джейн и Альфред Молина, сценарий написал Тодд Фармер, приложивший руку к фильмам Сумасшедшая езда и Джейсон X. Выход фильма на Blu-ray, DVD и в PlayStation Network состоялся 2 сентября 2014 года.